# Eburnipauropus vuillaumei
Eburnipauropus vuillaumei är en mångfotingart som först beskrevs av Paul Auguste Remy 1952.  Eburnipauropus vuillaumei ingår i släktet Eburnipauropus och familjen fåfotingar. Inga underarter finns listade i Catalogue of Life.